# Revista del Centro de Estudios Históricos de Granada y su Reino
La Revista del Centro de Estudios Históricos de Granada y su Reino es una revista española editada por el Centro de Estudios Históricos de Granada y su Reino, vinculada a los estudios árabes.

## Historia
Publicada inicialmente entre marzo de 1911 y 1925 en la ciudad de Granada por el Centro de Estudios Históricos de Granada y su Reino, entre sus principales impulsores estuvo Mariano Gaspar Remiro. Aparecieron editados un total de quince tomos. En 1988 se publicó una edición facsímil de los cuatro primeros tomos, con estudio introductorio de Cristina Viñes Millet. Por esas fechas, en 1987, la revista había reaparecido para dar lugar a una segunda época, que se ha venido publicando hasta la actualidad.